# Championnat du Portugal de football 2019-2020
Navigation
Championnat du Portugal de football 2018-2019 Championnat du Portugal de football 2020-2021
Le Championnat du Portugal de football 2019-2020, ou Liga NOS, est la 86e édition du championnat du Portugal de football.
Dix-huit équipes s'affrontent au sommet selon le principe des matches aller et retour, au fil de trente-quatre journées. Les quinze équipes les mieux classées de la saison précédente composent l'élite du football portugais. Elles sont rejoints par les deux équipes promues de la Ledman Liga PRO 2018-2019 et par le Gil Vicente FC, qui se voit réintégré à la suite d'une décision judiciaire,.
À l'issue de la saison, cinq places qualificatives pour les compétitions européennes sont attribuées aux quatre équipes les mieux classées, ainsi qu'au vainqueur de la coupe nationale.
Deux places sont qualificatives pour la Ligue des champions de l'UEFA 2020-2021, qui sont attribuées aux deux premiers, une pour la phase de groupe, l'autre donnant accès au troisième tour de qualification pour non-champions.
Deux autres places donnent accès, pour les équipes classées 3e et 4e, à la Ligue Europa 2020-2021, depuis le 3e tour de qualification et le 2e tour de qualification. Une dernière place pour la Ligue Europa 2020-2021 est attribuée au vainqueur de la Taça de Portugal 2019-2020, qui lui donne un accès direct à la phase de groupe.

Si le vainqueur de la coupe nationale est également qualifié pour la Ligue des Champions, alors son accès direct à la phase de groupe de la Ligue Europa est attribué à l'équipe classée en 3e position. Ceci décale l'ordre d'attribution des places qualificatives en Ligue Europa : le 4e accède donc au 3e tour de qualification et une place se libère pour le 5e, qui accède lui au 2e tour de qualification.
À l'inverse, les clubs finissant aux 17e et 18e places sont relégués en Ledman Liga PRO 2020-2021.
De retour au sommet du football portugais après son sacre la saison précédente, le cinquième en six ans, le SL Benfica remet son titre en jeu.
Cette saison a été marquée par un événement totalement inédit dans le football mondial. En effet, tout comme la grande majorité des championnats de football européens, mais aussi des compétitions européennes, comme la Ligue des Champions, cette édition de la Liga NOS s'est vue suspendue en raison de la Pandémie de Covid-19 qui sévit actuellement dans notre société. C'est sans précédent dans le football portugais. Après avoir un temps envisagé la poursuite du championnat à huis clos, la Ligue portugaise de football professionnel en a finalement actée la suspension le 12 mars 2020, en concertation avec le gouvernement, et le Premier Ministre António Costa, afin de limiter la propagation du virus SARS-CoV-2 provoquant la Covid-19, la plupart des populations européennes, comme le Portugal, et mondiale ayant été confinée. Après plusieurs semaines, à la suite du retour très progressif d'une situation sanitaire contrôlée, la reprise du championnat a été décidée le 28 avril 2020. À la suite du report décidé par l'UEFA du Championnat d'Europe de football 2020, le calendrier du football européen se voit modifié, afin de permettre d'achever les championnats et de mener à son terme l'édition 2019-2020 de la Ligue des Champions. Après concertation avec le Premier Ministre, la Fédération portugaise de football, ainsi que les présidents des Trois Grands, la Ligue portugaise de football professionnel a proposé une reprise de la compétition pour le 3 juin 2020, avec le début de la 25e journée, et qui s'étendra jusqu'à la fin du mois de juillet. Tous les matches se joueront à huis clos, avec uniquement une centaine de personnes autorisées dans les stades, notamment les entraîneurs, joueurs remplaçants, membres du staff technique de chaque équipe, journalistes. Ceci dans le respect du protocole sanitaire strict établi en accord avec la Direction générale de la Santé portugaise et le gouvernement portugais.
À la fin des deux derniers mois de cette saison marquée par une suspension sans précédent, c'est donc le FC Porto qui se voit sacré champion du Portugal pour la deuxième fois en trois ans (29e titre) à l'issue de la 32e journée, après sa victoire 2-0 contre le Sporting CP.
À l'inverse, le CD Aves ainsi que le Portimonense SC, respectivement dernier et avant dernier au classement final, se voient relégués sportivement en deuxième division. Cependant, et en raison de plusieurs manquement financiers de la part du Vitória Setúbal mais également du CD Aves, les deux clubs se voient rétrogradés en troisième division. Le Vitória Setúbal, club historique du championnat portugais se maintenant en première division depuis 2004 et qui avait terminé à la 16e place du classement final, juste au-dessus de la zone de relégation, prend donc la place du Portimonense SC et se retrouve rétrogradé. Quant à l'équipe de la région de l'Algarve, elle est repêchée afin d'occuper la place laissée vacante en première division pour la saison 2020-2021.

## Les clubs participants
| Club                 | Se maintient depuis | Budget en M€ | Classement 2018-2019 | Entraîneur        | Depuis | Stade                                | Capacité théorique | Ville                  | Nombre de saison en liga Nos |
| -------------------- | ------------------- | ------------ | -------------------- | ----------------- | ------ | ------------------------------------ | ------------------ | ---------------------- | ---------------------------- |
| SL Benfica           | 1934                | 320          | 1er                  | Bruno Lage        | 2019   | Estádio da Luz                       | 65 647             | Lisbonne               | 85                           |
| FC Porto             | 1934                | 110          | 2e                   | Sérgio Conceição  | 2017   | Estádio do Dragão                    | 50 033             | Porto                  | 85                           |
| Sporting CP          | 1934                | 70           | 3e                   | Rúben Amorim      | 2020   | Estádio José Alvalade XXI            | 50 095             | Lisbonne               | 85                           |
| SC Braga             | 1974                | 25           | 4e                   | Custódio          | 2020   | Estádio Municipal de Braga           | 30 286             | Braga                  | 63                           |
| Vitória Guimarães    | 2007                | 10           | 5e                   | Ivo Vieira        | 2019   | Estádio D. Afonso Henriques          | 30 000             | Guimarães              | 74                           |
| Moreirense FC        | 2014                | 3,5          | 6e                   | Ricardo Soares    | 2019   | Parque J. de Almeida Freitas         | 6 153              | Moreira de Cónegos     | 9                            |
| Rio Ave FC           | 2007                | 9            | 7e                   | Carlos Carvalhal  | 2019   | Estádio dos Arcos                    | 12 500             | Vila do Conde          | 25                           |
| Boavista FC          | 2014                | 3            | 8e                   | Daniel Ramos      | 2019   | Estádio do Bessa XXI                 | 28 263             | Porto                  | 56                           |
| Belenenses SAD       | 2018                | 3,5          | 9e                   | Petit             | 2020   | Estádio do Jamor                     | 37 593             | Lisbonne               | 78                           |
| CD Santa Clara       | 2018                | 3            | 10e                  | João Henriques    | 2018   | Estádio de São Miguel                | 13 277             | Ponta Delgada          | 4                            |
| Portimonense SC      | 2017                | 3            | 11e                  | Paulo Sérgio      | 2020   | Estádio do Portimão                  | 9 200              | Portimão               | 16                           |
| CS Marítimo          | 1985                | 9            | 12e                  | José Manuel Gomes | 2019   | Estádio dos Barreiros                | 10 600             | Funchal                | 39                           |
| Vitória Setúbal      | 2004                | 3,7          | 13e                  | Julio Velázquez   | 2019   | Estádio do Bonfim                    | 15 497             | Setúbal                | 71                           |
| CD Aves              | 2017                | 5            | 14e                  | Nuno Manta        | 2019   | Estádio do Clube Desportivo das Aves | 5 441              | Vila das Aves          | 5                            |
| CD Tondela           | 2015                | 3            | 15e                  | Natxo González    | 2019   | Estádio João Cardoso                 | 5 000              | Tondela                | 4                            |
| FC Paços de Ferreira | 2019                | 4            | 1er (D2)             | Pepa              | 2019   | Estádio da Mata Real                 | 9 077              | Paços de Ferreira      | 20                           |
| FC Famalicão         | 2019                | 7            | 2e (D2)              | João Pedro Sousa  | 2019   | Estádio Municipal 22 de Junho        | 8 000              | Vila Nova de Famalicão | 6                            |
| Gil Vicente FC       | 2019                | 4,3          | Réintégration        | Vítor Oliveira    | 2019   | Estádio Cidade de Barcelos           | 12 568             | Barcelos               | 18                           |

| \| Marítimo \| Clubs participants de l'île de Madère. |
| Marítimo                                              |

| \| Santa Clara \| Club participant de l'archipel des Açores. |
| Santa Clara                                                  |

| \| Belenenses SAD SL Benfica Boavista Braga CD Aves Famalicão Gil Vicente Moreirense P. Ferreira Portimonense SC FC Porto Rio Ave Sporting CP Tondela V. Guimarães V. Setúbal \| Clubs participants du Portugal Continental. |
| Belenenses SAD SL Benfica Boavista Braga CD Aves Famalicão Gil Vicente Moreirense P. Ferreira Portimonense SC FC Porto Rio Ave Sporting CP Tondela V. Guimarães V. Setúbal                                                   |

## Compétition

### Critères de départage
Chaque équipe reçoit trois points pour une victoire, un pour un match nul et aucun en cas de défaite.
Durant la compétition
- Il est important de préciser que pour établir le classement journée par journée, les critères appliqués pour le départage des clubs sont les suivants :

1. Plus grande différence de buts sur l'ensemble de la compétition
2. Plus grand nombre de victoires sur l'ensemble de la compétition
3. Plus grand nombre de buts marqués sur l'ensemble de la compétition

- Si malgré tout, après avoir appliqué les trois précédents critères, il subsiste deux clubs ou plus en situation d'égalité, il est alors attribué à tous la même position dans le classement.

À l'issue du championnat
- La Ligue Portugaise de Football Professionnel (LPFP) a déterminé que le départage des équipes se retrouvant avec égalité de nombre de points, se fait comme suit, selon l'ordre de priorité :

1. Plus grand nombre de points obtenus par les clubs à égalité, en confrontation directe
2. Plus grande différence de buts particulière entre les clubs à égalité
3. Plus grand nombre de buts marqués à l'extérieur entre les clubs à égalité, en confrontation directe
4. Plus grande différence de buts sur l'ensemble de la compétition
5. Plus grand nombre de victoires sur l'ensemble de la compétition
6. Plus grand nombre de buts marqués sur l'ensemble de la compétition

- Si, malgré l'application successive de tous les critères établis dans l'article ci-dessus, il subsiste encore une situation d'égalité, le départage se fait comme suit :

En cas d'égalité entre deux clubs, seulement :
1. Réaliser un match d'appui entre les deux clubs, sur terrain neutre désigné par la LPFP
2. Si, à la fin du temps réglementaire, l'égalité subsiste, une période de prolongation de trente minutes, divisée en deux périodes de quinze minutes chacune, sera alors accordée
3. S'il subsiste encore une situation d'égalité à la fin de la période de prolongation, la désignation du vainqueur se fera par le biais d'une séance de tirs au but, en accord avec les Lois du Jeu

En cas d'égalité entre plus de deux clubs :
1. Réaliser une compétition en toute ronde simple, sur terrain neutre, pour désigner le vainqueur
2. Si, à la fin de cette compétition, aucun vainqueur n'a été désigné, et qu'il reste deux équipes ou plus en situation d'égalité, procéder alors au départage en reprenant tous les critères depuis le début

Source : ligaportugal.pt

### Déroulement du championnat
Première partie de saison
De retour au sommet du football portugais après son titre l'an passé, l'objectif est clair pour le Benfica : réussir à maintenir l'excellente dynamique de jeu qui a fait son succès la saison précédente, avec notamment un record de 103 but inscrits, afin de pouvoir valider le titre de nouveau. Et la dynamique semble être conservée, après une éclatante victoire 5 à 0 en Supercoupe du Portugal de football 2019 contre les Lions du Sporting CP, et un démarrage tonitruant au Estádio da Luz contre Paços de Ferreira (victoire 5-0). Mais c'est sans compter la présence de son rival historique du nord du Portugal : le FC Porto. Ces derniers, toujours emmenés par Sergio Conceição, ont démarré leur saison par un coup d'arrêt dès la première journée du championnat, avec une défaite 2-1 sur les terres du promu Gil Vicente. Malgré le choc de la troisième journée entre les deux rivaux, remporté par les Dragons sur le terrain des Aigles, c'est bien le Benfica qui prend l’ascendant dans cette lutte à distance, et qui profite de l'inconstance des bleus et blancs. En effet, durant ce premier tour, les Aigles n'ont enregistré qu'une seule défaite, avec pas moins de seize victoires consécutives. Bientôt, un gouffre de sept points se creuse entre les deux rivaux, à l'aube de la vingtième journée et du match retour entre Aigles et Dragons. Pendant ce temps, l'un des Trois Grands vacille. Les Lions du Sporting CP peinent durant cette saison. Emmenés par Silas de septembre à mars, après le limogeage de Marcel Keizer en août, ils voient leur place de troisième du championnat menacée par un outsider toujours plus entreprenant : le SC Braga. Cette saison, les Guerriers du Minho ont battu les Trois Grands au moins une fois, avec notamment une victoire au Estádio do Dragão à la fin du premier tour et une victoire au Estádio da Luz lors de la vingt-et-unième journée. Sans compter leur prestigieuse victoire en Taça da Liga contre Porto, dans leur enceinte du Estádio da Pedreira, fin janvier, s'adjugeant ainsi le titre honorifique de champion d'hiver. Mais leurs hauts faits d'armes ne suffisent pas à rattraper les Aigles et les Dragons. En effet, les performances en dents de scie se suivent et se ressemblent, tout comme les Lions de Lisbonne.
Le tournant du championnat se déroulait déjà lors de la vingtième journée : le choc entre Porto et Benfica dans l'antre des bleus et blancs était d'une importance cruciale. Les rouges et blancs pouvait creuser un écart quasiment définitif sur leur poursuivant du nord, avec un gouffre de dix points en cas de victoire. Mais, contre toute attente, ce choc a opposé un Benfica timoré face à un Porto conquérant, avec une victoire 3-2, dans un match riche en rebondissements. Finalement, ce n'était plus dix points, mais simplement quatre qui séparaient les deux rivaux. Et cet écart sera finalement comblée à la vingt-troisième journée, avec un nouveau leader : Porto, un point devant Benfica. Inespéré pour les Dragons, et encore impensable pour les Aigles, quelques semaines plus tôt. Le schéma de la saison précédente semblait se répéter, mais cette fois-ci en faveur de Porto. La fin de saison était relancée et s'annonçait pleine de surprise...
Suspension du championnat (Covid-19)
Alors que les saisons footballistiques battaient leur plein et que l'Euro 2020 se profilait à l'horizon, une nouvelle vint assombrir le tableau : la Liga NOS ainsi que toutes les compétitions sportives en cours sont suspendues dans la plupart des pays européens en raison de la Pandémie de Covid-19. Le report d'un an de l'Euro 2020 à 2021 est acté, tout comme celui des Jeux Olympiques 2020.
C'est sans précédent dans le football portugais. Afin de respecter les consignes sanitaires données par l'OMS, il fut un temps envisagé de faire jouer les dix dernières journées du championnat à huis clos, avec un protocole sanitaire très strict. Mais, devant l'urgence sanitaire mondiale, l'augmentation exceptionnelle du nombre de patients atteints par la maladie ainsi que la saturation des services de réanimation en milieu hospitalier, la suspension a été actée le 12 mars 2020. En outre, afin de limiter la propagation du virus SARS-CoV-2 provoquant le Covid-19, la plupart des gouvernements européens (et mondiaux) ont dû établir un protocole de confinement de leurs populations. Ce fut le cas du Portugal.
Plusieurs options avaient été mises en avant par la Ligue portugaise de football professionnel et son président, Pedro Proença, concernant la suite du championnat portugais. L'arrêt définitif du championnat et l'attribution du titre à l'équipe classée première au moment de la suspension (FC Porto), comme cela a été le cas en France avec le Paris Saint-Germain, a été évoquée. L'annulation de la saison a aussi été envisagée, comme cela fut le cas aux Pays-Bas.
Finalement le 28 avril 2020, après plusieurs semaines de confinement au Portugal, la reprise du championnat a été annoncée car la situation sanitaire s'était stabilisée, ouvrant la voie à la reprise progressive d'une vie normale, et donc à la pratique sportive. Avec l'aménagement du calendrier du football européen par l'UEFA, la reprise est prévue pour le 3 juin 2020, quasiment trois mois après le début de la crise sanitaire en Europe, avec la vingt-cinquième journée du championnat. Une période de trêve inédite et excessivement longue, mettant les organismes des joueurs à rude épreuve, ces derniers devant retrouver un rythme compétitif soutenu dès la reprise du championnat. Cette décision a été prise en concertation avec le Premier Ministre portugais, António Costa, son gouvernement, et la Direction générale de la Santé portugaise. Mais également, avec l'avis de la Fédération portugaise de football et les représentants des clubs portugais, dont les porte-parole étaient les présidents des Trois Grands. Néanmoins, tous les matches se joueront à huis clos. Le protocole sanitaire très strict qui a été établi par le gouvernement devra être respecté à la lettre par les dix-huit équipes composant le championnat, mais également par les quelques centaines de personnes autorisées dans les stades (staff technique, journalistes). Ceci dans le but d'éviter une deuxième vague de contamination, et une perte de contrôle de la situation sanitaire.
À titre d'information, voici le classement tel qu'il était au soir du 12 mars 2020, lors de l'annonce de la suspension du championnat :
| Rang | Équipe               | Pts | J  | G  | N  | P  | Bp | Bc | Diff |
| ---- | -------------------- | --- | -- | -- | -- | -- | -- | -- | ---- |
| 1    | FC Porto             | 60  | 24 | 19 | 3  | 2  | 50 | 16 | +34  |
| 2    | SL Benfica           | 59  | 24 | 19 | 2  | 3  | 52 | 14 | +38  |
| 3    | SC Braga             | 46  | 24 | 14 | 4  | 6  | 41 | 26 | +15  |
| 4    | Sporting CP          | 42  | 24 | 13 | 3  | 8  | 37 | 26 | +11  |
| 5    | Rio Ave FC           | 38  | 24 | 10 | 8  | 6  | 32 | 23 | +9   |
| 6    | Vitória Guimarães    | 37  | 24 | 10 | 7  | 7  | 40 | 25 | +15  |
| 7    | FC Famalicão         | 37  | 24 | 10 | 7  | 7  | 38 | 40 | -2   |
| 8    | Moreirense FC        | 30  | 24 | 7  | 9  | 8  | 34 | 32 | +2   |
| 9    | Gil Vicente FC       | 30  | 24 | 7  | 9  | 8  | 25 | 29 | -4   |
| 10   | CD Santa Clara       | 30  | 24 | 8  | 6  | 10 | 19 | 26 | -7   |
| 11   | Boavista FC          | 29  | 24 | 7  | 8  | 9  | 19 | 23 | -4   |
| 12   | Vitória Setúbal      | 28  | 24 | 6  | 10 | 8  | 17 | 27 | -10  |
| 13   | Belenenses SAD       | 26  | 24 | 7  | 5  | 12 | 19 | 38 | -19  |
| 14   | CD Tondela           | 25  | 24 | 6  | 7  | 11 | 20 | 30 | -10  |
| 15   | CS Marítimo          | 24  | 24 | 5  | 9  | 10 | 22 | 32 | -10  |
| 16   | FC Paços de Ferreira | 22  | 24 | 6  | 4  | 14 | 18 | 34 | -16  |
| 17   | Portimonense SC      | 16  | 24 | 2  | 10 | 12 | 16 | 34 | -18  |
| 18   | Desp. Aves           | 13  | 24 | 4  | 1  | 19 | 23 | 47 | -24  |

Deuxième partie de saison
Après une trêve forcée d'environ trois mois, le championnat portugais fait son grand retour le 3 juin 2020 et reprend avec la 25e journée dans une ambiance complètement inédite. Le protocole sanitaire très strict n'autorise qu'une centaine de personnes présentes dans les stades, en comptant joueurs, membres des différentes équipes technique, journalistes, etc. Aucun spectateur n'est en revanche autorisé à assister aux rencontres qui sont ainsi toutes jouées à huis clos. Ce qui fait l'essence même d'un match de football ne semble être plus qu'un lointain souvenir sans ses supporters présents pour applaudir. Un point non négligeable et tout particulièrement notable en cette dernière partie de saison, qui a pu jouer un rôle important dans la mentalité de certaines équipes dans l'adversité sportive, en bien ou en mal.
C'est donc dans ces nouvelles circonstances que les débats et le suspens reprennent entre le FC Porto, leader du championnat, un point simplement devant le SL Benfica. Un suspens qui a tourné bien court, contre toute attente. Le titre, qui semblait acquis par les aigles au début du mois de février, a fondu comme neige au soleil, tout comme leur avance de sept points. Un scénario qui se répète pour la troisième année consécutive, avec cette fois-ci, le FC Porto dans le rôle du poursuivant. Lors de la saison 2017-2018, le Benfica avait réussi à combler ce retard de points face à Porto, avant de craquer et laisser échapper l'avantage décisif à la trentième journée, et ainsi dire adieu au cinquième titre consécutif inédit et tant attendu, fait que seuls les dragons ont réussi dans toute l'histoire du championnat portugais. En 2018-2019, Benfica réussit de nouveau à combler un retard de sept points entre janvier et mars 2019, pour s'adjuger cette fois-ci le titre aux dépens d'un FC Porto qui s'était effondré à l'image des aigles lors de cette fin de saison 2019-2020, où les organismes ont été mis à rude épreuve par ce confinement de trois mois.
Les aigles de Lisbonne n'ont jamais retrouvé le rythme effréné du début de saison où ils avaient signé seize succès consécutifs en championnat et ont même égalé un record vieux de vingt ans : deux succès en dix matches (2V, 4N, 4D) ; dont quatre matches consécutifs sans victoire au Estádio da Luz (2N, 2D) et quatre matches nuls consécutif entre la 23e et la 26e journées. Une fin de saison catastrophique qui culmina lors des 28e et 29e journées avec deux défaites consécutives contre Santa Clara (3-4) et Marítimo (2-0) qui dictèrent le destin d'un Bruno Lage impuissant et désemparé, qui mis de lui-même son poste à disposition au soir de cette deuxième défaite, le 29 juin 2020, moins d'un mois après la reprise du championnat. Nélson Veríssimo, alors entraîneur adjoint, assura l'intérim jusqu'à la fin de la saison. Les victoires contre Vitória Guimarães et les Lions du Sporting CP lors de la dernière journée ne changèrent rien, ni au manque criant de réalisme et d'efficacité de l'équipe face au but, ni à l'issue de la saison : le sacre du FC Porto.
En effet, les dragons ont su endosser avec brio le rôle du poursuivant en ne lâchant jamais tout au long de la saison. Avec notamment une série de quinze matches sans défaite (seulement deux matches nuls) et malgré une reprise post-confinement compliquée (1V, 2N, 1D), Sergio Conceição a su s'accrocher jusqu'à la fin. Grâce à son pragmatisme tactique et au réalisme de ses joueurs sur le terrains, emmenés par des capitaines clés comme Danilo Pereira, Alex Telles mais également Sérgio Oliveira, les bleus et blancs ont su rester constants, à l'image de leur saison, afin de s'adjuger ce titre si particulier. Un deuxième sacre en trois ans qui relance les dragons dans leur lutte pour le regain de leur hégémonie au Portugal, qu'ils ont su associer en août 2020 à leur victoire en Coupe du Portugal (1-2) face à un Benfica toujours aussi apathique.
À noter également en cette fin de saison la troisième place au classement final du SC Braga, qui termine devant le Sporting CP (à égalité de point, avantage Braga à la confrontation directe avec deux victoires). Un outsider toujours plus entreprenant, qui a peut-être su franchir un cap cette saison, notamment avec deux victoires face à Porto, Sporting, Guimarães et une contre Benfica. Un fait d'arme important qui se répète de plus en plus souvent ces dernières saisons, et qui, à terme et lié aux bonnes performances des guerriers du Minho, pourrait faire de Braga plus qu'un outsider, mais bien un candidat au titre.
Concernant la lutte pour le maintien, le destin du CD Aves était déjà scellé. La grave crise financière, institutionnelle et sportive n'aura été que mise en lumière par la crise sanitaire mondiale due à la pandémie de covid-19 : salaires impayés pendant trois mois, rupture unilatérale du contrat de certains joueurs, suspicions de matches truqués, relation financière douteuse notamment avec le SL Benfica, pas d'autocar pour les déplacements de ses joueurs lors des matches à l'extérieur, , etc., Cette crise n'a pas simplement relégué le club en deuxième division mais l'aura finalement rétrogradé administrativement dans les championnats amateurs, en troisième division.
Le Vitória Setúbal, club historique du championnat, qui se maintenait depuis 2004, connait également de graves problèmes financiers. Maintenus sportivement, lors de la dernière journée du championnat avec 34 points au compteur, un de plus que leur concurrent direct, le Portimonense SC, le club a finalement été relégué à la place de l'équipe de Portimão, rétrogradée directement de manière administrative en troisième division, tout comme le CD Aves.

### Classement
| Rang | Équipe                 | Pts | J  | G  | N  | P  | Bp | Bc | Diff |
| ---- | ---------------------- | --- | -- | -- | -- | -- | -- | -- | ---- |
| 1    | FC Porto C             | 82  | 34 | 26 | 4  | 4  | 74 | 22 | +52  |
| 2    | SL Benfica T S         | 77  | 34 | 24 | 5  | 5  | 71 | 26 | +45  |
| 3    | SC Braga L             | 60  | 34 | 18 | 6  | 10 | 61 | 40 | +21  |
| 4    | Sporting CP            | 60  | 34 | 18 | 6  | 10 | 49 | 34 | +15  |
| 5    | Rio Ave FC             | 55  | 34 | 15 | 10 | 9  | 48 | 36 | +12  |
| 6    | FC Famalicão P         | 54  | 34 | 14 | 12 | 8  | 53 | 51 | +2   |
| 7    | Vitória Guimarães      | 50  | 34 | 13 | 11 | 10 | 53 | 38 | +15  |
| 8    | Moreirense FC          | 43  | 34 | 10 | 13 | 11 | 42 | 44 | -2   |
| 9    | CD Santa Clara         | 43  | 34 | 11 | 10 | 13 | 36 | 41 | -5   |
| 10   | Gil Vicente FC P       | 43  | 34 | 11 | 10 | 13 | 40 | 44 | -4   |
| 11   | CS Marítimo            | 39  | 34 | 9  | 12 | 13 | 34 | 42 | -8   |
| 12   | Boavista FC            | 39  | 34 | 10 | 9  | 15 | 28 | 39 | -11  |
| 13   | FC Paços de Ferreira P | 39  | 34 | 11 | 6  | 17 | 36 | 52 | -16  |
| 14   | CD Tondela             | 36  | 34 | 9  | 9  | 16 | 30 | 44 | -14  |
| 15   | Belenenses SAD         | 35  | 34 | 9  | 8  | 17 | 27 | 54 | -27  |
| 16   | Vitória Setúbal        | 34  | 34 | 7  | 13 | 14 | 27 | 43 | -16  |
| 17   | Portimonense SC        | 33  | 34 | 7  | 12 | 15 | 30 | 45 | -15  |
| 18   | Desp. Aves             | 17  | 34 | 5  | 2  | 27 | 24 | 68 | -44  |

Qualifications européennes
Ligue des champions 2020-2021
- 1er : Phase de groupes
- 2e : 3e tour de qualification pour non-champions
- 3e: Phase de groupes
- 4e: 3e tour de qualification
- 5e : 2e tour de qualification

Relégations
- 17e et 18e : Relégation en Ledman Liga Pro 2020-2021

Abréviations
T : Tenant du titre 2018-2019 

P : Promus de Ledman Liga Pro 2018-2019 

S : Vainqueur de la Supertaça de Portugal 2019 

C : Vainqueur de la Taça de Portugal 2019-2020 

L : Vainqueur de la Taça da Liga 2019-2020
- Vitória Setúbal rétrogradé administrativement.

Source : ligaportugal.pt.

### Matchs
| Résultats (▼dom., ►ext.)                                   | Bel | Ben | Boa | Bra | D.Aves | Fam | Gil.V | Mar | Mor | Paços | Porti | Por | Rio | S.Cla | Spo | Ton | V.Gui | V.Set |
| Belenenses SAD                                             |     | 0-2 | 0-1 | 1-7 | 3-2    | 0-0 | 1-0   | 1-0 | 0-1 | 1-0   | 2-1   | 1-1 | 0-2 | 0-2   | 1-3 | 1-1 | 1-1   | 0-1   |
| SL Benfica                                                 | 3-2 |     | 3-1 | 0-1 | 2-1    | 4-0 | 2-0   | 4-0 | 1-1 | 5-0   | 4-0   | 0-2 | 2-0 | 3-4   | 2-1 | 0-0 | 2-0   | 1-0   |
| Boavista FC                                                | 1-2 | 1-4 |     | 2-0 | 2-1    | 0-1 | 0-1   | 0-1 | 0-1 | 1-1   | 1-1   | 0-1 | 0-2 | 1-0   | 1-1 | 0-0 | 2-0   | 3-1   |
| SC Braga                                                   | 1-1 | 0-4 | 0-1 |     | 4-0    | 2-2 | 2-2   | 2-2 | 3-1 | 0-1   | 3-1   | 2-1 | 2-0 | 2-0   | 1-0 | 2-1 | 3-2   | 3-1   |
| Desportivo das Aves                                        | 0-2 | 0-4 | 0-1 | 1-0 |        | 2-3 | 1-2   | 3-1 | 0-1 | 1-3   | 3-0   | 0-0 | 0-4 | 0-1   | 0-1 | 0-1 | 0-2   | 1-0   |
| FC Famalicão                                               | 3-1 | 1-1 | 2-2 | 0-0 | 1-1    |     | 2-1   | 1-1 | 3-3 | 4-2   | 0-1   | 2-1 | 1-0 | 0-1   | 3-1 | 2-3 | 0-7   | 3-0   |
| Gil Vicente FC                                             | 2-0 | 0-1 | 0-0 | 1-1 | 3-0    | 1-3 |       | 2-0 | 1-5 | 3-3   | 1-1   | 2-1 | 1-0 | 1-1   | 3-1 | 3-2 | 2-2   | 0-0   |
| CS Marítimo                                                | 1-3 | 2-0 | 1-0 | 1-2 | 1-2    | 3-3 | 2-1   |     | 2-1 | 3-0   | 1-1   | 1-1 | 0-0 | 2-2   | 1-1 | 2-3 | 0-0   | 1-1   |
| Moreirense FC                                              | 2-1 | 1-2 | 1-1 | 1-2 | 3-2    | 1-1 | 3-0   | 2-0 |     | 1-1   | 1-0   | 2-4 | 0-1 | 2-1   | 0-0 | 1-2 | 1-1   | 1-1   |
| FC Paços de Ferreira                                       | 2-1 | 0-2 | 0-1 | 1-5 | 2-1    | 2-1 | 0-0   | 0-1 | 1-0 |       | 2-1   | 0-1 | 0-0 | 0-1   | 1-2 | 1-0 | 1-2   | 2-3   |
| Portimonense SC                                            | 0-0 | 2-2 | 2-1 | 0-1 | 2-0    | 2-1 | 1-0   | 3-2 | 1-1 | 0-0   |       | 2-3 | 1-1 | 1-1   | 1-3 | 0-1 | 0-1   | 0-0   |
| FC Porto                                                   | 5-0 | 3-2 | 4-0 | 1-2 | 1-0    | 3-0 | 2-1   | 1-0 | 6-1 | 2-0   | 1-0   |     | 1-1 | 2-0   | 2-0 | 3-0 | 3-0   | 4-0   |
| Rio Ave FC                                                 | 0-0 | 1-2 | 2-0 | 4-3 | 5-1    | 2-2 | 1-0   | 0-1 | 1-1 | 2-3   | 2-1   | 0-1 |     | 2-2   | 1-1 | 2-4 | 1-1   | 1-0   |
| CD Santa Clara                                             | 0-0 | 1-2 | 1-2 | 3-2 | 3-0    | 0-2 | 1-0   | 0-1 | 2-0 | 2-1   | 1-1   | 0-2 | 0-1 |       | 0-4 | 1-0 | 2-2   | 1-1   |
| Sporting CP                                                | 2-0 | 0-2 | 2-0 | 2-1 | 2-0    | 1-2 | 2-1   | 1-0 | 1-0 | 1-0   | 2-1   | 1-2 | 2-3 | 1-0   |     | 2-0 | 3-1   | 0-0   |
| CD Tondela                                                 | 0-1 | 0-1 | 1-1 | 1-0 | 2-0    | 0-1 | 1-1   | 0-0 | 1-1 | 1-3   | 1-2   | 1-3 | 1-2 | 0-0   | 1-0 |     | 1-3   | 0-3   |
| Vitória Guimarães                                          | 5-0 | 0-1 | 1-1 | 0-2 | 5-1    | 1-1 | 1-2   | 1-0 | 1-1 | 1-0   | 2-0   | 1-2 | 1-2 | 1-0   | 2-2 | 2-0 |       | 2-0   |
| Vitória Setúbal                                            | 2-0 | 1-1 | 1-0 | 1-0 | 1-0    | 1-2 | 1-2   | 0-0 | 0-0 | 2-3   | 0-0   | 0-4 | 1-2 | 2-2   | 1-3 | 0-0 | 1-1   |       |
| - Victoire à domicile - Match nul - Victoire à l'extérieur |     |     |     |     |        |     |       |     |     |       |       |     |     |       |     |     |       |       |

### Domicile et extérieur
| Rang | Équipe               | Pts | J  | G  | N | P  | Bp | Bc | Diff |
| ---- | -------------------- | --- | -- | -- | - | -- | -- | -- | ---- |
| 1    | FC Porto             | 46  | 17 | 15 | 1 | 1  | 44 | 7  | +37  |
| 2    | SL Benfica           | 38  | 17 | 12 | 2 | 3  | 38 | 13 | +25  |
| 3    | Sporting CP          | 37  | 17 | 12 | 1 | 4  | 25 | 13 | +12  |
| 4    | SC Braga             | 34  | 17 | 10 | 4 | 3  | 32 | 20 | +12  |
| 5    | Vitória Guimarães    | 28  | 17 | 8  | 4 | 5  | 27 | 15 | +12  |
| 6    | Gil Vicente FC       | 28  | 17 | 7  | 7 | 3  | 26 | 21 | +5   |
| 7    | FC Famalicão         | 27  | 17 | 7  | 6 | 4  | 28 | 26 | +2   |
| 8    | Rio Ave FC           | 24  | 17 | 6  | 6 | 5  | 27 | 23 | +4   |
| 9    | Moreirense FC        | 24  | 17 | 6  | 6 | 5  | 23 | 20 | +3   |
| 10   | CS Marítimo          | 23  | 17 | 5  | 8 | 4  | 24 | 21 | +3   |
| 11   | Portimonense SC      | 22  | 17 | 5  | 7 | 5  | 18 | 18 | 0    |
| 12   | CD Santa Clara       | 22  | 17 | 6  | 4 | 7  | 18 | 21 | -3   |
| 13   | FC Paços de Ferreira | 20  | 17 | 6  | 2 | 9  | 15 | 22 | -7   |
| 14   | Boavista FC          | 19  | 17 | 5  | 4 | 8  | 15 | 18 | -3   |
| 15   | Vitória Setúbal      | 19  | 17 | 4  | 7 | 6  | 15 | 20 | -5   |
| 16   | Belenenses SAD       | 19  | 17 | 5  | 4 | 8  | 13 | 25 | -12  |
| 17   | CD Tondela           | 14  | 17 | 3  | 5 | 9  | 12 | 22 | -10  |
| 18   | Desp. Aves           | 13  | 17 | 4  | 1 | 12 | 12 | 26 | -14  |

| Rang | Équipe               | Pts | J  | G  | N | P  | Bp | Bc | Diff |
| ---- | -------------------- | --- | -- | -- | - | -- | -- | -- | ---- |
| 1    | SL Benfica           | 39  | 17 | 12 | 3 | 2  | 33 | 13 | +20  |
| 2    | FC Porto             | 36  | 17 | 11 | 3 | 3  | 30 | 15 | +15  |
| 3    | Rio Ave FC           | 31  | 17 | 9  | 4 | 4  | 21 | 13 | +8   |
| 4    | FC Famalicão         | 27  | 17 | 7  | 6 | 4  | 25 | 25 | 0    |
| 5    | SC Braga             | 26  | 17 | 8  | 2 | 7  | 29 | 20 | +9   |
| 6    | Sporting CP          | 23  | 17 | 6  | 5 | 6  | 24 | 21 | +3   |
| 7    | Vitória Guimarães    | 22  | 17 | 5  | 7 | 5  | 26 | 23 | +3   |
| 8    | CD Tondela           | 22  | 17 | 6  | 4 | 7  | 19 | 23 | -4   |
| 9    | CD Santa Clara       | 21  | 17 | 5  | 6 | 6  | 18 | 20 | -2   |
| 10   | Boavista FC          | 20  | 17 | 5  | 5 | 7  | 12 | 22 | -10  |
| 11   | Moreirense FC        | 19  | 17 | 4  | 7 | 6  | 19 | 24 | -5   |
| 12   | FC Paços de Ferreira | 19  | 17 | 5  | 4 | 8  | 20 | 31 | -11  |
| 13   | CS Marítimo          | 16  | 17 | 4  | 4 | 9  | 10 | 21 | -11  |
| 14   | Belenenses SAD       | 16  | 17 | 4  | 4 | 9  | 14 | 29 | -15  |
| 15   | Gil Vicente FC       | 15  | 17 | 4  | 3 | 10 | 14 | 23 | -9   |
| 16   | Vitória Setúbal      | 15  | 17 | 3  | 6 | 8  | 12 | 23 | -11  |
| 17   | Portimonense SC      | 11  | 17 | 2  | 5 | 10 | 12 | 27 | -15  |
| 18   | Desp. Aves           | 4   | 17 | 1  | 1 | 15 | 12 | 42 | -30  |

### Évolution du classement
Le tableau suivant récapitule le classement au terme de chacune des journées définies par le calendrier officiel, les matchs joués en retard sont pris en compte la journée suivante.
Les équipes comptant au moins un match en retard sont indiquées en gras et italiques. Les équipes comptant au moins un match en avance sont quant à elles en gras et soulignées.
| Journées →           | 1  | 2  | 3  | 4  | 5  | 6  | 7  | 8  | 9  | 10 | 11 | 12 | 13 | 14 | 15 | 16 | 17 | 18 | 19 | 20 | 21 | 22 | 23 | 24 | 25 | 26 | 27 | 28 | 29 | 30 | 31 | 32 | 33 | 34 | Lead. | Rel. |
|                      |    |    |    |    |    |    |    |    |    |    |    |    |    |    |    |    |    |    |    |    |    |    |    |    |    |    |    |    |    |    |    |    |    |    |       |      |
| -------------------- | -- | -- | -- | -- | -- | -- | -- | -- | -- | -- | -- | -- | -- | -- | -- | -- | -- | -- | -- | -- | -- | -- | -- | -- | -- | -- | -- | -- | -- | -- | -- | -- | -- | -- | ----- | ---- |
| SL Benfica           | 1  | 1  | 3  | 2  | 2  | 2  | 2  | 2  | 1  | 1  | 1  | 1  | 1  | 1  | 1  | 1  | 1  | 1  | 1  | 1  | 1  | 1  | 2  | 2  | 1  | 2  | 1  | 2  | 2  | 2  | 2  | 2  | 2  | 2  | 18    |      |
| FC Porto             | 14 | 6  | 3  | 3  | 3  | 3  | 3  | 1  | 2  | 2  | 2  | 2  | 2  | 2  | 2  | 2  | 2  | 2  | 2  | 2  | 2  | 2  | 1  | 1  | 2  | 1  | 2  | 1  | 1  | 1  | 1  | 1  | 1  | 1  | 11    |      |
| Sporting CP          | 6  | 3  | 1  | 5  | 5  | 7  | 5  | 4  | 4  | 4  | 4  | 4  | 4  | 3  | 4  | 4  | 4  | 3  | 4  | 3  | 4  | 4  | 4  | 4  | 4  | 4  | 3  | 3  | 3  | 3  | 3  | 3  | 3  | 4  | 1     |      |
| SC Braga             | 2  | 7  | 6  | 13 | 16 | 16 | 11 | 9  | 10 | 10 | 9  | 6  | 7  | 8  | 6  | 5  | 5  | 5  | 3  | 4  | 3  | 3  | 3  | 3  | 3  | 3  | 4  | 4  | 4  | 4  | 4  | 4  | 4  | 3  |       |      |
| Vitória Guimarães    | 12 | 12 | 14 | 16 | 10 | 6  | 4  | 5  | 5  | 5  | 5  | 7  | 5  | 5  | 5  | 6  | 6  | 7  | 7  | 7  | 8  | 7  | 7  | 6  | 6  | 7  | 7  | 7  | 7  | 7  | 7  | 7  | 7  | 7  |       |      |
| Moreirense FC        | 16 | 7  | 7  | 6  | 9  | 10 | 12 | 12 | 12 | 13 | 13 | 11 | 13 | 11 | 13 | 13 | 13 | 14 | 13 | 13 | 14 | 10 | 10 | 8  | 8  | 9  | 10 | 9  | 8  | 8  | 8  | 8  | 8  | 8  |       |      |
| Rio Ave FC           | 12 | 17 | 12 | 7  | 8  | 4  | 8  | 8  | 7  | 9  | 6  | 9  | 6  | 6  | 7  | 7  | 7  | 6  | 6  | 5  | 5  | 5  | 5  | 5  | 7  | 6  | 6  | 6  | 5  | 6  | 5  | 6  | 6  | 5  |       | 1    |
| Boavista FC          | 4  | 3  | 5  | 4  | 4  | 5  | 6  | 6  | 6  | 6  | 7  | 5  | 9  | 9  | 8  | 9  | 12 | 10 | 8  | 8  | 9  | 9  | 9  | 11 | 11 | 10 | 8  | 10 | 9  | 10 | 11 | 12 | 11 | 12 |       |      |
| Belenenses SAD       | 8  | 15 | 15 | 17 | 12 | 14 | 16 | 13 | 14 | 12 | 15 | 12 | 12 | 14 | 15 | 16 | 16 | 15 | 15 | 15 | 15 | 15 | 13 | 13 | 13 | 13 | 13 | 14 | 14 | 14 | 14 | 14 | 14 | 15 |       | 1    |
| CD Santa Clara       | 17 | 10 | 10 | 9  | 7  | 9  | 7  | 10 | 9  | 8  | 11 | 13 | 14 | 15 | 14 | 14 | 14 | 12 | 11 | 9  | 7  | 8  | 8  | 10 | 9  | 8  | 9  | 8  | 10 | 9  | 10 | 10 | 10 | 9  |       | 1    |
| Portimonense SC      | 8  | 5  | 9  | 12 | 14 | 13 | 15 | 16 | 16 | 16 | 16 | 15 | 16 | 16 | 17 | 17 | 17 | 17 | 17 | 17 | 17 | 17 | 17 | 17 | 17 | 17 | 17 | 17 | 17 | 17 | 17 | 16 | 17 | 17 |       | 19   |
| CS Marítimo          | 6  | 14 | 17 | 11 | 15 | 15 | 10 | 11 | 11 | 15 | 14 | 16 | 15 | 13 | 12 | 11 | 11 | 13 | 14 | 14 | 12 | 13 | 14 | 15 | 15 | 15 | 15 | 16 | 12 | 12 | 12 | 11 | 12 | 11 |       | 1    |
| Vitória de Setúbal   | 8  | 16 | 16 | 15 | 11 | 11 | 13 | 14 | 13 | 11 | 12 | 14 | 11 | 7  | 10 | 12 | 9  | 8  | 9  | 10 | 11 | 12 | 12 | 12 | 12 | 12 | 12 | 13 | 16 | 16 | 16 | 17 | 16 | 16 |       | 1    |
| Desportivo das Aves  | 14 | 7  | 13 | 14 | 17 | 18 | 18 | 18 | 18 | 18 | 18 | 18 | 18 | 18 | 18 | 18 | 18 | 18 | 18 | 18 | 18 | 18 | 18 | 18 | 18 | 18 | 18 | 18 | 18 | 18 | 18 | 18 | 18 | 18 |       | 30   |
| CD Tondela           | 8  | 13 | 8  | 8  | 6  | 8  | 9  | 7  | 8  | 7  | 8  | 10 | 8  | 10 | 9  | 10 | 10 | 11 | 10 | 11 | 13 | 14 | 15 | 14 | 14 | 14 | 14 | 15 | 15 | 15 | 15 | 15 | 15 | 14 |       |      |
| Gil Vicente FC       | 4  | 11 | 11 | 10 | 13 | 12 | 14 | 15 | 15 | 14 | 10 | 8  | 10 | 12 | 11 | 8  | 8  | 9  | 12 | 12 | 10 | 11 | 11 | 9  | 10 | 11 | 11 | 11 | 11 | 11 | 9  | 9  | 9  | 10 |       |      |
| FC Paços de Ferreira | 18 | 18 | 18 | 18 | 18 | 17 | 17 | 17 | 17 | 17 | 17 | 17 | 17 | 17 | 16 | 15 | 15 | 16 | 16 | 16 | 16 | 16 | 16 | 16 | 16 | 16 | 16 | 12 | 13 | 13 | 13 | 13 | 13 | 13 |       | 14   |
| FC Famalicão         | 3  | 2  | 2  | 1  | 1  | 1  | 1  | 3  | 3  | 3  | 3  | 3  | 3  | 4  | 3  | 3  | 3  | 4  | 5  | 6  | 6  | 6  | 6  | 7  | 5  | 5  | 5  | 5  | 6  | 5  | 6  | 5  | 5  | 6  | 4     |      |

1. ↑  Le match de la première journée Rio Ave 
- Vitória Guimarães est reporté au 8 septembre 2019, entre la quatrième et la cinquième journée en raison de la détérioration des gradins du stade du Rio Ave FC[12].
2. ↑  Le match de la neuvième journée Desportivo das Aves 
- Tondela est avancé au 5 octobre 2019, entre la septième et la huitième journée, plus de deux semaines avant sa date officielle. Les deux équipes ayant déjà été éliminées de la Coupe de la Ligue, la rencontre a été anticipée afin d'éviter une accumulation non nécessaire de matches à la fin du mois d'octobre, dû à la trêve internationale, au Championnat et à la Coupe du Portugal[13].

### Meilleurs buteurs
Dernière mise à jour : 26 juillet 2020
| Rang | Joueur          | Nationalité | Club                 | Buts | Joués |
| ---- | --------------- | ----------- | -------------------- | ---- | ----- |
| 1    | Carlos Vinícius | Brésil      | SL Benfica           | 18   | 32    |
| 2    | Mehdi Taremi    | Iran        | Rio Ave FC           | 18   | 32    |
| 3    | Pizzi           | Portugal    | SL Benfica           | 18   | 34    |
| 4    | Paulinho        | Portugal    | SC Braga             | 17   | 29    |
| 5    | Fábio Abreu     | Angola      | Moreirense FC        | 13   | 34    |
| 6    | Fábio Martins   | Portugal    | FC Famalicão         | 12   | 29    |
| 6    | Moussa Marega   | Mali        | FC Porto             | 12   | 29    |
| 6    | Ricardo Horta   | Portugal    | SC Braga             | 12   | 33    |
| 9    | Douglas Tanque  | Brésil      | FC Paços de Ferreira | 11   | 29    |
| 9    | Alex Telles     | Brésil      | FC Porto             | 11   | 30    |

Source : uefa.com - maxifoot
-
ligaportugal.pt

### Meilleurs passeurs
Dernière mise à jour : 26 juillet 2020
| Rang | Joueur            | Nationalité | Club            | Passes | Joués |
| ---- | ----------------- | ----------- | --------------- | ------ | ----- |
| 1    | Pizzi             | Portugal    | SL Benfica      | 13     | 34    |
| 2    | Jesús Corona      | Mexique     | FC Porto        | 11     | 33    |
| 3    | Bruno Tabata      | Portugal    | Portimonense SC | 8      | 26    |
| 3    | Alex Telles       | Brésil      | FC Porto        | 8      | 31    |
| 3    | Otávio            | Brésil      | FC Porto        | 8      | 31    |
| 6    | Bruno Fernandes   | Portugal    | Sporting CP     | 7      | 17    |
| 6    | Paulinho          | Portugal    | SC Braga        | 7      | 29    |
| 8    | Álex Grimaldo     | Espagne     | SL Benfica      | 6      | 26    |
| 8    | Francisco Trincão | Portugal    | SC Braga        | 6      | 27    |
| 8    | Lincoln           | Brésil      | CD Santa Clara  | 6      | 30    |

Source : uefa.com - footmercato
-
ligaportugal.pt

### Récompenses mensuelles
Le tableau suivant récapitule les différents vainqueurs des titres honorifiques d'entraîneur, de joueur et de but du mois.
| Mois      | Joueur du mois  | Joueur du mois | Entraîneur du mois | Entraîneur du mois | But du mois    | But du mois          |
| Mois      | Joueur          | Club           | Entraîneur         | Club               | Joueur         | Club                 |
| --------- | --------------- | -------------- | ------------------ | ------------------ | -------------- | -------------------- |
| Août      | Pizzi           | SL Benfica     | João Pedro Sousa   | FC Famalicão       | Davidson (en)  | Vitória Guimarães    |
| Septembre | Fábio Martins   | FC Famalicão   | João Pedro Sousa   | FC Famalicão       | Ruben Lameiras | FC Famalicão         |
| Octobre   | Carlos Vinícius | SL Benfica     | Vítor Oliveira     | Gil Vicente FC     | Alex Telles    | FC Porto             |
| Décembre  | Pizzi           | SL Benfica     | Bruno Lage         | SL Benfica         | Zé Luis        | FC Porto             |
| Janvier   | Ricardo Horta   | SC Braga       | Bruno Lage         | SL Benfica         | Jesús Corona   | FC Porto             |
| Février   | Alex Telles     | FC Porto       | Sérgio Conceição   | FC Porto           | Pedro Nuno     | Moreirense FC        |
| Juin      | Jovane Cabral   | Sporting CP    | Paulo Sérgio       | Portimonense SC    | Bruno Santos   | FC Paços de Ferreira |

| Mois      | Gardien du mois   | Gardien du mois | Défenseur du mois | Défenseur du mois | Milieu du mois  | Milieu du mois | Attaquant du mois | Attaquant du mois    |
| Mois      | Joueur            | Club            | Entraîneur        | Club              | Joueur          | Club           | Joueur            | Club                 |
| --------- | ----------------- | --------------- | ----------------- | ----------------- | --------------- | -------------- | ----------------- | -------------------- |
| Août      | Agustín Marchesín | FC Porto        | Alex Telles       | FC Porto          | Bruno Fernandes | Sporting CP    | Zé Luis           | FC Porto             |
| Septembre | Agustín Marchesín | FC Porto        | Nehuén Pérez      | FC Famalicão      | Bruno Fernandes | Sporting CP    | Fábio Martins     | FC Famalicã          |
| Octobre   | Agustín Marchesín | FC Porto        | Rúben Dias        | SL Benfica        | Pizzi           | SL Benfica     | Carlos Vinícius   | SL Benfica           |
| Décembre  | Agustín Marchesín | FC Porto        | Alex Telles       | FC Porto          | Pizzi           | SL Benfica     | Carlos Vinícius   | SL Benfica           |
| Janvier   | Helton Leite      | Boavista FC     | Edmond Tapsoba    | Vitória Guimarães | Bruno Fernandes | Sporting CP    | Ricardo Horta     | SC Braga             |
| Février   | Helton Leite      | Boavista FC     | Alex Telles       | FC Porto          | Sérgio Oliveira | FC Porto       | Sandro Lima       | Gil Vicente FC       |
| Juin      | Helton Leite      | Boavista FC     | René Santos       | CS Marítimo       | Pedro Gonçalves | FC Famalicão   | Douglas Tanque    | FC Paços de Ferreira |

### Récompenses annuelles
| Prix                      | Vainqueur        | Club         |
| ------------------------- | ---------------- | ------------ |
| Entraîneur de la saison   | Sérgio Conceição | FC Porto     |
| Joueur de la saison       | Jesús Corona     | FC Porto     |
| Jeune joueur de la saison | Pedro Gonçalves  | FC Famalicão |
| But de la saison          | Zé Luis          | FC Porto     |

#### Équipe-type
Équipe-type de Liga NOS 2019-2020 :
- Gardien :

 Agustín Marchesín (FC Porto)
- Défenseurs :

 Ricardo Esgaio (SC Braga)
 Pepe (FC Porto)
 Rúben Dias (SL Benfica)
 Alex Telles (FC Porto)
- Milieux de terrain :

 Otávio (FC Porto)
 Pizzi (SL Benfica)
 Pedro Gonçalves (FC Famalicão)
- Attaquants :

 Jesús Corona (FC Porto)
 Paulinho (SC Braga)
 Mehdi Taremi (Rio Ave FC)

## Clubs engagés dans les compétitions de l'UEFA
Dernière mise à jour : 28 février 2020
| Club              | Compétition         | Résultat                                    | Contre                   | Contre                 | Contre                 | Statut                                                                 |
| ----------------- | ------------------- | ------------------------------------------- | ------------------------ | ---------------------- | ---------------------- | ---------------------------------------------------------------------- |
| SL Benfica        | Ligue des champions | Phase de groupes (3e)                       | Zénith Saint-Pétersbourg | Olympique lyonnais     | RB Leipzig             | Éliminé (27/11/2019) Reversé en seizièmes de finale de la Ligue Europa |
| FC Porto          | Ligue des champions | 3e tour de qualification pour non-champions | FK Krasnodar             | FK Krasnodar           | FK Krasnodar           | Éliminé (13/08/2019) Reversé en phase de groupe de la Ligue Europa     |
| SL Benfica        | Ligue Europa        | Seizièmes de finale                         | Chakhtar Donetsk         | Chakhtar Donetsk       | Chakhtar Donetsk       | Éliminé (27/02/2020)                                                   |
| FC Porto          | Ligue Europa        | Seizièmes de finale                         | Bayer 04 Leverkusen      | Bayer 04 Leverkusen    | Bayer 04 Leverkusen    | Éliminé (27/02/2020)                                                   |
| Sporting CP       | Ligue Europa        | Seizièmes de finale                         | İstanbul Başakşehir FK   | İstanbul Başakşehir FK | İstanbul Başakşehir FK | Éliminé (27/02/2020)                                                   |
| SC Braga          | Ligue Europa        | Seizièmes de finale                         | Rangers FC               | Rangers FC             | Rangers FC             | Éliminé (26/02/2020)                                                   |
| Vitória Guimarães | Ligue Europa        | Phase de groupes (4e)                       | Arsenal FC               | Eintracht Francfort    | Standard de Liège      | Éliminé (28/11/2019)                                                   |

## Classements UEFA
Le classement par coefficient des associations est calculé sur la base des résultats des clubs de chaque association sur la saison en Ligue des champions et en Ligue Europa.
Le classement, combiné à celui des quatre années précédentes, est utilisé pour déterminer le nombre de clubs qu'une association (pays) pourra engager dans les compétitions de clubs de l'UEFA dans les années à venir.

### Coefficients des clubs
Dernière mise à jour : 23 août 2020
Ligue Europa 2019-2020
- Seizièmes de finale
- Phase de groupes

| Rang 2018/2019 | Rang 2019/2020 | Évolution | Club              | 2015/2016 | 2016/2017 | 2017/2018 | 2018/2019 | 2019/2020 |                  |
| Rang 2018/2019 | Rang 2019/2020 | Évolution | Club              | 2015/2016 | 2016/2017 | 2017/2018 | 2018/2019 | 2019/2020 | Coefficient UEFA |
| -------------- | -------------- | --------- | ----------------- | --------- | --------- | --------- | --------- | --------- | ---------------- |
| 10             | 19             | -9        | FC Porto          | 11.000    | 17.000    | 17.000    | 23.000    | 7.000     | 75.000           |
| 21             | 20             | +1        | SL Benfica        | 22.000    | 17.000    | 4.000     | 17.000    | 10.000    | 70.000           |
| 31             | 30             | +1        | Sporting CP       | 7.000     | 6.000     | 17.000    | 10.000    | 10.000    | 50.000           |
| 50             | 37             | +13       | SC Braga          | 15.000    | 5.000     | 9.000     | 2.000     | 10.000    | 41.000           |
| 124            | 126            | -2        | Vitória Guimarães | 1.000     | -         | 4.000     | -         | 4.000     | 9.000 (9,889)    |

Source : uefa.com.

### Coefficients des associations
Dernière mise à jour : 23 août 2020
| 1 | 1 | =  | Espagne    | 23.928 | 20.142 | 19.714 | 19.571 | 18.928 | 102.283 | 7 |
| 2 | 2 | =  | Angleterre | 14.250 | 14.928 | 20.071 | 22.071 | 18.571 | 90.462  | 7 |
| 4 | 3 | +1 | Allemagne  | 16.428 | 14.571 | 9.857  | 15.214 | 18.714 | 74.784  | 7 |
| 3 | 4 | -1 | Italie     | 11.500 | 14.250 | 17.333 | 12.642 | 14.928 | 70.653  | 7 |
| 5 | 5 | =  | France     | 11.083 | 14.416 | 11.500 | 10.583 | 11.666 | 59.248  | 6 |
| 7 | 6 | +1 | Portugal   | 10.500 | 8.083  | 9.666  | 10.900 | 10.300 | 49.449  | 5 |
| 6 | 7 | -1 | Russie     | 11.500 | 9.200  | 12.600 | 7.583  | 4.666  | 45.549  | 6 |

Source : uefa.com.

## Bilan de la saison
| Championnat du Portugal de football 2019-2020                      |                      |
| Champion                                                           | FC Porto (29e titre) |
| Dauphin                                                            | SL Benfica           |
| Coupes et trophées                                                 |                      |
| Vainqueur de la Coupe du Portugal 2019-2020                        | FC Porto             |
| Vainqueur de la Coupe de la Ligue portugaise de football 2019-2020 | SC Braga             |
| Qualifications continentales                                       |                      |
| Ligue des champions de l'UEFA 2020-2021                            | FC Porto             |
| Ligue des champions de l'UEFA 2020-2021                            | SL Benfica           |
| Ligue Europa 2020-2021                                             | SC Braga             |
| Ligue Europa 2020-2021                                             | Sporting CP          |
| Ligue Europa 2020-2021                                             | Rio Ave FC           |
| Promotions et relégations                                          |                      |
| Promus en Liga NOS                                                 | CD Nacional          |
| Promus en Liga NOS                                                 | SC Farense           |
| Relégués en Ledman Liga PRO                                        | Desportivo das Aves  |
| Relégués en Ledman Liga PRO                                        | Vitória Setúbal      |